# Inga tenuipedunculata
Inga tenuipedunculata är en ärtväxtart som beskrevs av Leon. Inga tenuipedunculata ingår i släktet Inga och familjen ärtväxter. Inga underarter finns listade i Catalogue of Life.